# یواس‌اس اکوشنت (ای‌تی-۶۳)
یواس‌اس اکوشنت (ای‌تی-۶۳) (به انگلیسی: USS Acushnet (AT-63)) یک کشتی بود که طول آن ۱۵۲ فوت (۴۶ متر) بود. این کشتی در سال ۱۹۰۸ ساخته شد.